# 和歌山経済マガジン
『和歌山経済マガジン』（わかやまけいざいマガジン）は、テレビ和歌山で放送されていた経済関連の情報番組である。放送時間は毎週日曜 10:30 - 11:00 （日本標準時）。
和歌山県の地場産業を中心とする地域経済の最新ニュースを取り上げ、それらを分かりやすく解説していた番組。地元企業の代表者へのインタビューも行っていた。